# Новоболычево
Новоболычево — деревня в Волоколамском районе Московской области России.
Население — 6 чел. (2010).
1994—2006 гг. — деревня Болычевского сельского округа Волоколамского района. С 2006 года — деревня сельского поселения Осташёвское Волоколамского муниципального района Московской области.
Деревня Новоболычево расположена на западе Московской области, в юго-западной части Волоколамского района, примерно в 28 км к юго-западу от города Волоколамска, на левом берегу реки Исконы (бассейн Москвы-реки), у восточной границы села Болычево.

## Население
| 2002 | 2006 | 2010 |
| ---- | ---- | ---- |
| 7    | ↗9   | ↘6   |